# Reggie Miller
Reginald Wayne Miller (Riverside, California, 24 de agosto de 1965) es un exjugador de baloncesto estadounidense que desarrolló toda su carrera profesional en Indiana Pacers, de la NBA. Con 2,01 metros de altura, jugaba en la posición de escolta. Miller era conocido por su acierto en los tiros de tres puntos, y su capacidad resolutiva en las situaciones límite. En el momento de su retirada poseía el récord de más triples anotados en toda una carrera, con 2560, los cuales fueron superados por Ray Allen el 10 de febrero de 2011. Actualmente trabaja como comentarista para la televisión.
Los Indiana Pacers le retiraron su camiseta, la número 31.

## Carrera

### Universidad
Su etapa como universitario la pasó en la Universidad de California Los Ángeles, en la cual se graduó en historia. Es el segundo jugador que más puntos ha aportado a dicha universidad, solamente superado por Lew Alcindor. Además, conserva el récord de mejor porcentaje de anotación de la NCAA en una temporada, así como el de tiros libres y puntos totales. En su año sénior promedió 25,9 puntos, cuarto en toda la nación, además de liderar a los Bruins a su primer título del torneo de la Pacific Ten Conference, mientras que como sénior aportó 22,3 puntos por encuentro. En su campaña sophomore ayudó a los Bruins a conseguir el campeonato NIT, promediando 15,2 puntos en temporada regular.

### NBA
Fue elegido por Indiana Pacers en la undécima posición del Draft de 1987, desarrollando sus 18 años de carrera profesional en la franquicia hasta el año 2005, fecha de su retirada. Al principio, muchos aficionados de los Pacers no estuvieron de acuerdo con la elección de Miller en vez de la de Steve Alford, jugador procedente de Indiana Hoosiers. Pero desde el primer momento, Miller se ganó el respeto del público de los Pacers, batiendo la marca de Larry Bird de más triples anotados por un rookie en su primera temporada, con 61, récord que llevaba en lo más alto durante 8 años hasta su llegada. En su primera campaña en la liga promedió 10 puntos, siendo el único jugador de los Pacers en disputar los 82 partidos de temporada regular y anotando 31 puntos ante Philadelphia 76ers, su récord anotador en la temporada, el 16 de abril de 1988. En la temporada 1989-90 explotó como anotador firmando durante la campaña 24,6 puntos con un 41,4% en triples. En las tres siguientes temporadas aportaría más de 20 puntos por noche, jugando además todos los encuentros. 
Conseguiría uno de sus primeros momentos de fama en el quinto partido de las Finales de Conferencia de 1994 ante New York Knicks, anotando 39 puntos y 25 en el último cuarto para liderar a la victoria a los Pacers por 93-86. El triunfo adelantó en la eliminatoria a Indiana, aunque desaprovecharon la ventaja perdiendo los dos siguientes encuentros y cayendo eliminados por los neoyorquinos.
Pero su momento de gloria llegaría en el primer partido de las Semifinales de Conferencia de 1995 de nuevo ante los Knicks en el Madison Square Garden. Cuando el entrenador de los Pacers, Larry Brown, solicitó tiempo muerto, restaban 18,7 segundos para que se pusiese fin al encuentro. Muchos de los aficionados se marcharon dando por confirmada la victoria, pues los Knicks marchaban 6 arriba (105-99). Pocos contaron por aquel entonces con Reggie Miller y su instinto asesino que lo caracteriza en los instantes decisivos. Pero, para ser realistas, y como comentaba el mismo Brown “nadie, ni yo mismo confiaba en poder lograr la victoria”. Miller en una heroica labor, consiguió lo impensable: anotar 8 puntos en 8,9 segundos. Antes de nada, anotó un triple importante tras volver del tiempo muerto que situó a su equipo a tan solo 3 puntos. Anthony Mason se disponía entonces a sacar de fondo, cuando las manos de Reggie interceptaron una bola con destino a Greg Anthony, Miller, volvió a la línea de tres puntos y puso las tablas en el marcador en escasos 5,4 segundos ante la atenta mirada incrédula de Spike Lee. Uno de los entonces símbolos del equipo, John Starks, fue objeto de falta personal, pero mandó los dos tiros libres al limbo, para después ser Miller “The Killer”, quién gozara de semejante ocasión en la canasta contraria. Indudablemente la muñeca no le tembló lo más mínimo e Indiana se llevó el partido a casa por obra del gran Reggie Miller. La victoria tuvo su repercusión positiva en el global de la eliminatoria, ya que Indiana lograría el pase a semifinales tras desbancar a los Knicks en 7 partidos, 4-3. En las Finales de Conferencia caerían en una ajustada serie de siete partidos ante Orlando Magic. A finales de la temporada 1995-96, sufrió una lesión de ojo y no pudo reaparecer hasta el quinto partido de la primera ronda de los playoffs que los enfrentaba a Atlanta Hawks. Su llegada se produjo demasiado tarde, ya que los Pacers cayeron eliminados.
Los Pacers alcanzaron las Finales de Conferencia tres años después, en 1998, ante Chicago Bulls. Tras ir por detrás 2-1 en la serie, en el cuarto partido anotó un triple en la bocina deshaciéndose de la defensa de Michael Jordan para dar la victoria a su equipo. Los Pacers forzaron el séptimo y definitivo partido, perdiendo ante unos Bulls a la postre campeones de su sexto anillo de la NBA.
En el primer encuentro de las Semifinales de Conferencia de 2000 ante Philadelphia 76ers, Miller y Jalen Rose anotaron 40 puntos cada uno, consiguiendo el récord de más puntos por dos compañeros de equipo en la historia de los playoffs. Los Pacers ganaron la serie por 4-2 y regresaron a las Finales de Conferencia por quinta vez en siete años. Esta vez eliminaron a los Knicks en seis partidos con Miller anotando 34 puntos en el partido decisivo y avanzaron a las Finales de la NBA por primera vez en la historia de la franquicia. Allí se enfrentaron a Los Angeles Lakers de Shaquille O'Neal y Kobe Bryant. Tras una intensa lucha, los Lakers ganaron el anillo en seis partidos, quedando en la memoria de los aficionados de los Pacers el quinto encuentro, en el que Miller y Rose anotaron 25 y 32 puntos respectivamente. Miller promedió 24,3 puntos por noche en las Finales.
En 2002, Miller estuvo a punto de eliminar en el quinto partido de primera ronda de playoffs a New Jersey Nets. Primero, tras dos tiros libres fallados por Richard Jefferson de los Nets, Miller anotó un triple a 39 pies de distancia (poco más adelante del medio campo) en la bocina para mandar el partido a la prórroga. En ella, con los Pacers perdiendo por 2 puntos de diferencia, realizó un mate con prácticamente todo el equipo de los Nets en la zona a falta de 3 segundos para el final, enviando el partido a una segunda prórroga. Finalmente, los Pacers perdieron 120-109, pero aquel encuentro añadió otro capítulo a las hazañas memorables de Miller.
En la recta final de su carrera, Miller cedió el rol de líder del equipo a su compañero Jermaine O'Neal. Sin embargo, la importancia de Miller seguía intacta, sirviendo como inspiración en el equipo tanto en la cancha como en el vestuario. Tras las fuertes suspensiones de sus compañeros de equipo O'Neal, Stephen Jackson y Ron Artest por la pelea con los aficionados de Detroit Pistons el 19 de noviembre de 2004, Miller volvió a ser el líder del equipo, siendo capaz de anotar 39 puntos el 18 de marzo de 2005 a los Lakers a la edad de 39 años. En enero, un enfadado Miller acalló los rumores sobre su retirada a final de temporada, alegando que, si decidiera retirarse, lo comunicaría a través de su hermana Cheryl. El 11 de abril, ante Toronto Raptors, Miller pasó a Jerry West en el 12.º puesto de la lista de máximos anotadores de todos los tiempos.
El último partido de Miller fue el 19 de mayo de 2005 en el Conseco Fieldhouse, cayendo derrotados por 88-79 ante los Pistons y por lo tanto eliminados de las Semifinales de Conferencia. En el encuentro, Miller anotó 27 puntos con un 11 de 16 en tiros de campo y 4 de 8 en triples. A falta de 15,7 segundos, el entrenador de los Pistons Larry Brown pidió un tiempo para permitir a la afición de los Pacers ovacionar por última vez a su estrella, además de los emotivos abrazos recibidos tanto por sus compañeros como por sus rivales en el partido.
El 2 de abril de 2012, se anunció que Miller pasará a formar parte del Naismith Memorial Basketball Hall of Fame, entre los elegidos en este año. Su elección se confirmó meses más tarde, pasando a ser oficialmente parte del Salón de la Fama.

## Selección nacional
Miller fue miembro del equipo nacional de baloncesto que ganó la medalla de oro en los Juegos Olímpicos de Atlanta 1996 y en el Mundial de Canadá de 1994. También formó parte del conjunto estadounidense que fracasó en el Mundial de Indianápolis de 2002, finalizando sin conseguir medalla. Durante el campeonato se lesionó y sus minutos fueron muy reducidos.

## Estadísticas de su carrera en la NBA

### Temporada regular
| Temporada | Edad | Equipo         | Liga | P    | TIT  | MIN  | TC  | TCA  | %TC  | 3P  | 3PA | %3P  | TL  | TLA | %TL  | R.OF. | R.DEF. | REB | ASIS | ROB | TAP | PER | FP  | PTS  |
| 1987-88   | 22   | Indiana Pacers | NBA  | 82   | 1    | 22.4 | 3.7 | 7.6  | .488 | 0.7 | 2.1 | .355 | 1.8 | 2.3 | .801 | 1.2   | 1.2    | 2.3 | 1.6  | 0.6 | 0.2 | 1.2 | 1.9 | 10.0 |
| 1988-89   | 23   | Indiana Pacers | NBA  | 74   | 70   | 34.3 | 5.4 | 11.2 | .479 | 1.3 | 3.3 | .402 | 3.9 | 4.6 | .844 | 1.0   | 3.0    | 3.9 | 3.1  | 1.3 | 0.4 | 1.9 | 2.3 | 16.0 |
| 1989-90   | 24   | Indiana Pacers | NBA  | 82   | 82   | 38.9 | 8.1 | 15.7 | .514 | 1.8 | 4.4 | .414 | 6.6 | 7.6 | .868 | 1.2   | 2.4    | 3.6 | 3.8  | 1.3 | 0.2 | 2.7 | 2.1 | 24.6 |
| 1990-91   | 25   | Indiana Pacers | NBA  | 82   | 82   | 36.2 | 7.3 | 14.2 | .512 | 1.4 | 3.9 | .348 | 6.7 | 7.3 | .918 | 1.0   | 2.4    | 3.4 | 4.0  | 1.3 | 0.2 | 2.0 | 2.0 | 22.6 |
| 1991-92   | 26   | Indiana Pacers | NBA  | 82   | 82   | 38.0 | 6.9 | 13.7 | .501 | 1.6 | 4.2 | .378 | 5.4 | 6.3 | .858 | 1.0   | 2.9    | 3.9 | 3.8  | 1.3 | 0.3 | 1.9 | 2.6 | 20.7 |
| 1992-93   | 27   | Indiana Pacers | NBA  | 82   | 82   | 36.0 | 7.0 | 14.5 | .479 | 2.0 | 5.1 | .399 | 5.2 | 5.9 | .880 | 0.8   | 2.3    | 3.1 | 3.2  | 1.5 | 0.3 | 1.8 | 2.2 | 21.2 |
| 1993-94   | 28   | Indiana Pacers | NBA  | 79   | 79   | 33.4 | 6.6 | 13.2 | .503 | 1.6 | 3.7 | .421 | 5.1 | 5.6 | .908 | 0.4   | 2.3    | 2.7 | 3.1  | 1.5 | 0.3 | 2.2 | 2.4 | 19.9 |
| 1994-95   | 29   | Indiana Pacers | NBA  | 81   | 81   | 32.9 | 6.2 | 13.5 | .462 | 2.4 | 5.8 | .415 | 4.7 | 5.3 | .897 | 0.4   | 2.2    | 2.6 | 3.0  | 1.2 | 0.2 | 1.9 | 1.9 | 19.6 |
| 1995-96   | 30   | Indiana Pacers | NBA  | 76   | 76   | 34.5 | 6.6 | 14.0 | .473 | 2.2 | 5.4 | .410 | 5.7 | 6.6 | .863 | 0.5   | 2.3    | 2.8 | 3.3  | 1.0 | 0.2 | 2.5 | 2.3 | 21.1 |
| 1996-97   | 31   | Indiana Pacers | NBA  | 81   | 81   | 36.6 | 6.8 | 15.4 | .444 | 2.8 | 6.6 | .427 | 5.2 | 5.9 | .880 | 0.7   | 2.9    | 3.5 | 3.4  | 0.9 | 0.3 | 2.0 | 2.1 | 21.6 |
| 1997-98   | 32   | Indiana Pacers | NBA  | 81   | 81   | 34.5 | 6.4 | 13.3 | .477 | 2.0 | 4.7 | .429 | 4.7 | 5.4 | .868 | 0.6   | 2.3    | 2.9 | 2.1  | 1.0 | 0.1 | 1.6 | 1.8 | 19.5 |
| 1998-99   | 33   | Indiana Pacers | NBA  | 50   | 50   | 35.7 | 5.9 | 13.4 | .438 | 2.1 | 5.5 | .385 | 4.5 | 4.9 | .915 | 0.5   | 2.2    | 2.7 | 2.2  | 0.7 | 0.2 | 1.5 | 2.0 | 18.4 |
| 1999-00   | 34   | Indiana Pacers | NBA  | 81   | 81   | 36.9 | 5.8 | 12.9 | .448 | 2.0 | 5.0 | .408 | 4.6 | 5.0 | .919 | 0.6   | 2.3    | 3.0 | 2.3  | 1.0 | 0.3 | 1.6 | 1.6 | 18.1 |
| 2000-01   | 35   | Indiana Pacers | NBA  | 81   | 81   | 39.3 | 6.4 | 14.5 | .440 | 2.1 | 5.7 | .366 | 4.0 | 4.3 | .928 | 0.5   | 3.0    | 3.5 | 3.2  | 1.0 | 0.2 | 1.6 | 2.0 | 18.9 |
| 2001-02   | 36   | Indiana Pacers | NBA  | 79   | 79   | 36.6 | 5.2 | 11.6 | .453 | 2.3 | 5.6 | .406 | 3.7 | 4.1 | .911 | 0.3   | 2.5    | 2.8 | 3.2  | 1.1 | 0.1 | 1.5 | 1.8 | 16.5 |
| 2002-03   | 37   | Indiana Pacers | NBA  | 70   | 70   | 30.3 | 4.0 | 9.1  | .441 | 1.6 | 4.5 | .355 | 3.0 | 3.3 | .900 | 0.3   | 2.2    | 2.5 | 2.4  | 0.9 | 0.1 | 0.9 | 1.3 | 12.6 |
| 2003-04   | 38   | Indiana Pacers | NBA  | 80   | 80   | 28.2 | 3.3 | 7.4  | .438 | 1.7 | 4.2 | .401 | 1.8 | 2.1 | .885 | 0.2   | 2.1    | 2.4 | 3.1  | 0.8 | 0.1 | 0.9 | 1.2 | 10.0 |
| 2004-05   | 39   | Indiana Pacers | NBA  | 66   | 66   | 31.9 | 4.8 | 10.9 | .437 | 1.5 | 4.5 | .322 | 3.8 | 4.1 | .933 | 0.3   | 2.1    | 2.4 | 2.2  | 0.8 | 0.1 | 1.2 | 1.7 | 14.8 |
| Total     |      |                | NBA  | 1389 | 1304 | 34.3 | 5.9 | 12.6 | .471 | 1.8 | 4.7 | .395 | 4.5 | 5.1 | .888 | 0.6   | 2.4    | 3.0 | 3.0  | 1.1 | 0.2 | 1.7 | 2.0 | 18.2 |

### Playoffs
| Temporada | Edad | Equipo         | Liga | P   | MIN  | TCA | TC   | 3PA | 3P  | TLA | TL  | R.OF. | REB | ASIS | ROB | TAP | PER | FP  | PTS  | %TC  | %3P  | %FT  | MIN  | PTS  | REB | AST |
| 1989-90   | 24   | Indiana Pacers | NBA  | 3   | 125  | 20  | 35   | 3   | 7   | 19  | 21  | 1     | 12  | 6    | 3   | 0   | 3   | 6   | 62   | .571 | .429 | .905 | 41.7 | 20.7 | 4.0 | 2.0 |
| 1990-91   | 25   | Indiana Pacers | NBA  | 5   | 193  | 34  | 70   | 8   | 19  | 32  | 37  | 5     | 16  | 14   | 8   | 2   | 12  | 14  | 108  | .486 | .421 | .865 | 38.6 | 21.6 | 3.2 | 2.8 |
| 1991-92   | 26   | Indiana Pacers | NBA  | 3   | 130  | 25  | 43   | 7   | 11  | 24  | 30  | 4     | 7   | 14   | 4   | 0   | 4   | 12  | 81   | .581 | .636 | .800 | 43.3 | 27.0 | 2.3 | 4.7 |
| 1992-93   | 27   | Indiana Pacers | NBA  | 4   | 175  | 40  | 75   | 10  | 19  | 36  | 38  | 4     | 12  | 11   | 3   | 0   | 10  | 11  | 126  | .533 | .526 | .947 | 43.8 | 31.5 | 3.0 | 2.8 |
| 1993-94   | 28   | Indiana Pacers | NBA  | 16  | 576  | 121 | 270  | 35  | 83  | 94  | 112 | 11    | 48  | 46   | 21  | 4   | 32  | 34  | 371  | .448 | .422 | .839 | 36.0 | 23.2 | 3.0 | 2.9 |
| 1994-95   | 29   | Indiana Pacers | NBA  | 17  | 641  | 138 | 290  | 54  | 128 | 104 | 121 | 9     | 61  | 36   | 15  | 4   | 39  | 35  | 434  | .476 | .422 | .860 | 37.7 | 25.5 | 3.6 | 2.1 |
| 1995-96   | 30   | Indiana Pacers | NBA  | 1   | 31   | 7   | 17   | 2   | 6   | 13  | 15  | 1     | 1   | 1    | 1   | 0   | 0   | 1   | 29   | .412 | .333 | .867 | 31.0 | 29.0 | 1.0 | 1.0 |
| 1997-98   | 32   | Indiana Pacers | NBA  | 16  | 628  | 98  | 230  | 38  | 95  | 85  | 94  | 5     | 28  | 32   | 19  | 3   | 27  | 26  | 319  | .426 | .400 | .904 | 39.3 | 19.9 | 1.8 | 2.0 |
| 1998-99   | 33   | Indiana Pacers | NBA  | 13  | 481  | 79  | 199  | 28  | 84  | 77  | 86  | 13    | 51  | 34   | 9   | 3   | 21  | 26  | 263  | .397 | .333 | .895 | 37.0 | 20.2 | 3.9 | 2.6 |
| 1999-00   | 34   | Indiana Pacers | NBA  | 22  | 892  | 174 | 385  | 58  | 147 | 121 | 129 | 9     | 53  | 60   | 23  | 10  | 28  | 37  | 527  | .452 | .395 | .938 | 40.5 | 24.0 | 2.4 | 2.7 |
| 2000-01   | 35   | Indiana Pacers | NBA  | 4   | 177  | 41  | 90   | 15  | 35  | 28  | 30  | 7     | 20  | 10   | 3   | 2   | 11  | 3   | 125  | .456 | .429 | .933 | 44.3 | 31.3 | 5.0 | 2.5 |
| 2001-02   | 36   | Indiana Pacers | NBA  | 5   | 198  | 42  | 83   | 13  | 31  | 21  | 24  | 0     | 16  | 14   | 8   | 1   | 14  | 10  | 118  | .506 | .419 | .875 | 39.6 | 23.6 | 3.2 | 2.8 |
| 2002-03   | 37   | Indiana Pacers | NBA  | 6   | 176  | 15  | 53   | 4   | 25  | 21  | 23  | 1     | 14  | 14   | 1   | 1   | 7   | 10  | 55   | .283 | .160 | .913 | 29.3 | 9.2  | 2.3 | 2.3 |
| 2003-04   | 38   | Indiana Pacers | NBA  | 16  | 456  | 45  | 112  | 24  | 64  | 47  | 51  | 3     | 37  | 45   | 18  | 3   | 28  | 23  | 161  | .402 | .375 | .922 | 28.5 | 10.1 | 2.3 | 2.8 |
| 2004-05   | 39   | Indiana Pacers | NBA  | 13  | 430  | 62  | 143  | 21  | 66  | 48  | 51  | 4     | 40  | 20   | 10  | 1   | 21  | 28  | 193  | .434 | .318 | .941 | 33.1 | 14.8 | 3.1 | 1.5 |
| Total     |      |                | NBA  | 144 | 5309 | 941 | 2095 | 320 | 820 | 770 | 862 | 77    | 416 | 357  | 146 | 34  | 257 | 276 | 2972 | .449 | .390 | .893 | 36.9 | 20.6 | 2.9 | 2.5 |

## Vida personal
Reggie nació con deformidades en las caderas, lo que le impedía caminar correctamente. Tras varios años llevando continuamente aparatos ortopédicos en ambas piernas, la fuerza de sus piernas aumentó lo suficiente como para compensar la deformidad.
Su hermano Darrell fue cácher de Los Angeles Angels of Anaheim en la MLB, su hermana Tammy jugó al voleibol en el universidad, y su hermana mayor Cheryl fue jugadora de baloncesto profesional y campeona olímpica en Los Ángeles 1984. Una de las anécdotas familiares que a Reggie le gusta recordar es cuando Cheryl solía ganarle en los partidos uno contra uno antes de que él se convirtiera en profesional.
Hizo un cameo en la película Olvídate de París de Billy Crystal. También apareció en las comedias televisivas Hangin' with Mr. Cooper y The Parent 'Hood.
Durante la temporada 2001-02 donó 1000 dólares por cada triple anotado a la American Red Cross Disaster Relief Fund. Se recaudaron 180 000 dólares a final de temporada.
Desde 1998 forma parte del Hall of Fame de UCLA, donde le retiraron su número 31.
En 2018 apareció en la película Uncle Drew.